# Fabària
La fabària (Hylotelephium telephium) és una espècie de planta amb flor dins la família crassulàcia. És nativa d'Euràsia. És una planta autòctona a Catalunya i el País Valencià però no a les Balears. És una herba perenne, suculenta, dioica, glabra i glauca amb rels tuberoses que fa fins a 80 cm d'alt i floreix d'agost a setembre. Les fulles són el·líptiques obongues o ovades; flors en capítols densos, verdoses rarament més o menys purpurescents o de color de rosa. Viu en roques codines i clapers. Aquesta planta s'ha usat com medicinal i com endevinadora d'amors, es fa servir com planta ornamental.
La subespècie Sedum telephium L. subsp. maximum (L.) Krock rep els noms d'apagafocs, bàlsam, bàlsam de fulla o faves grasses.

## Galeria

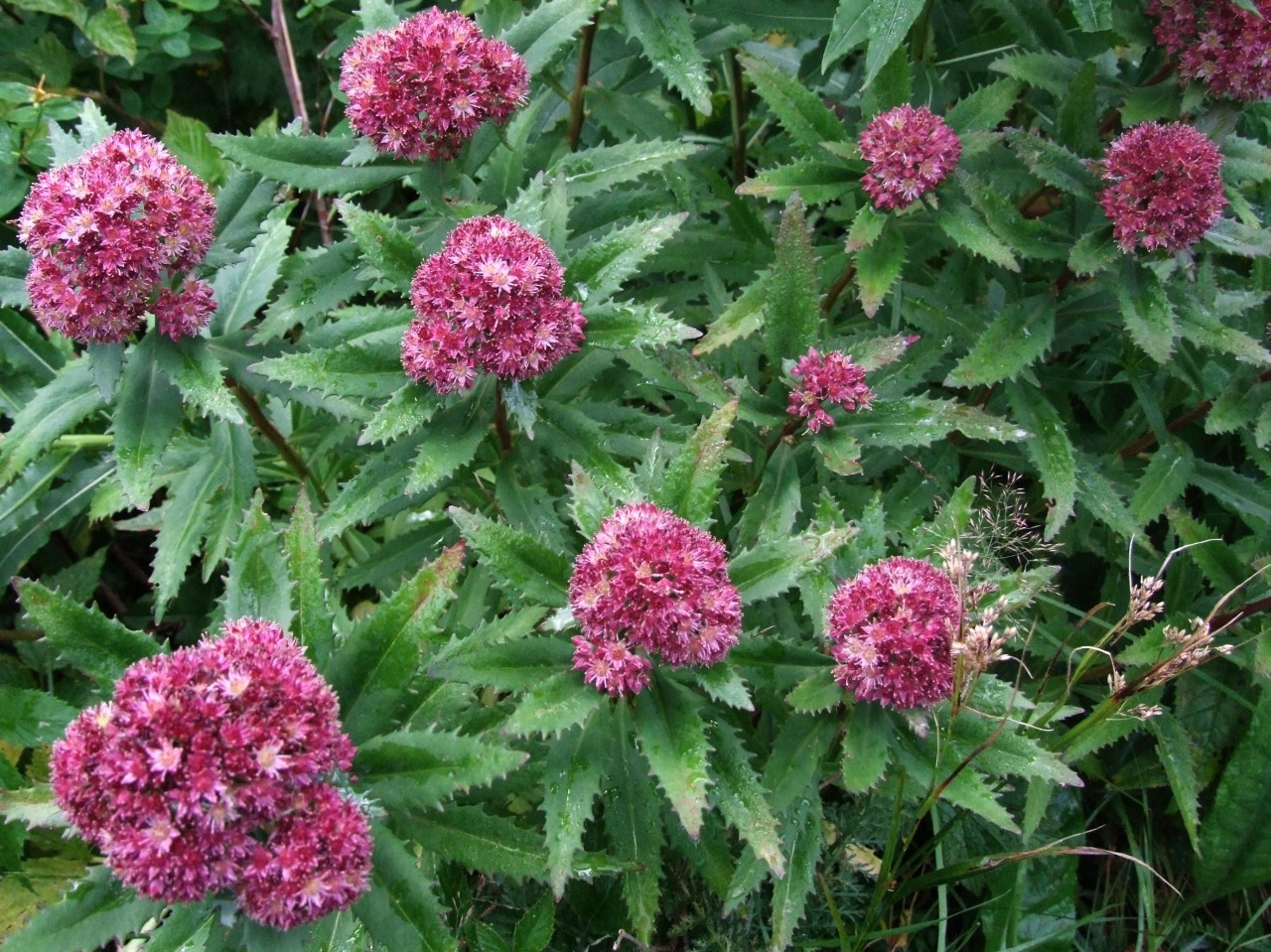
Subespècie fabaria
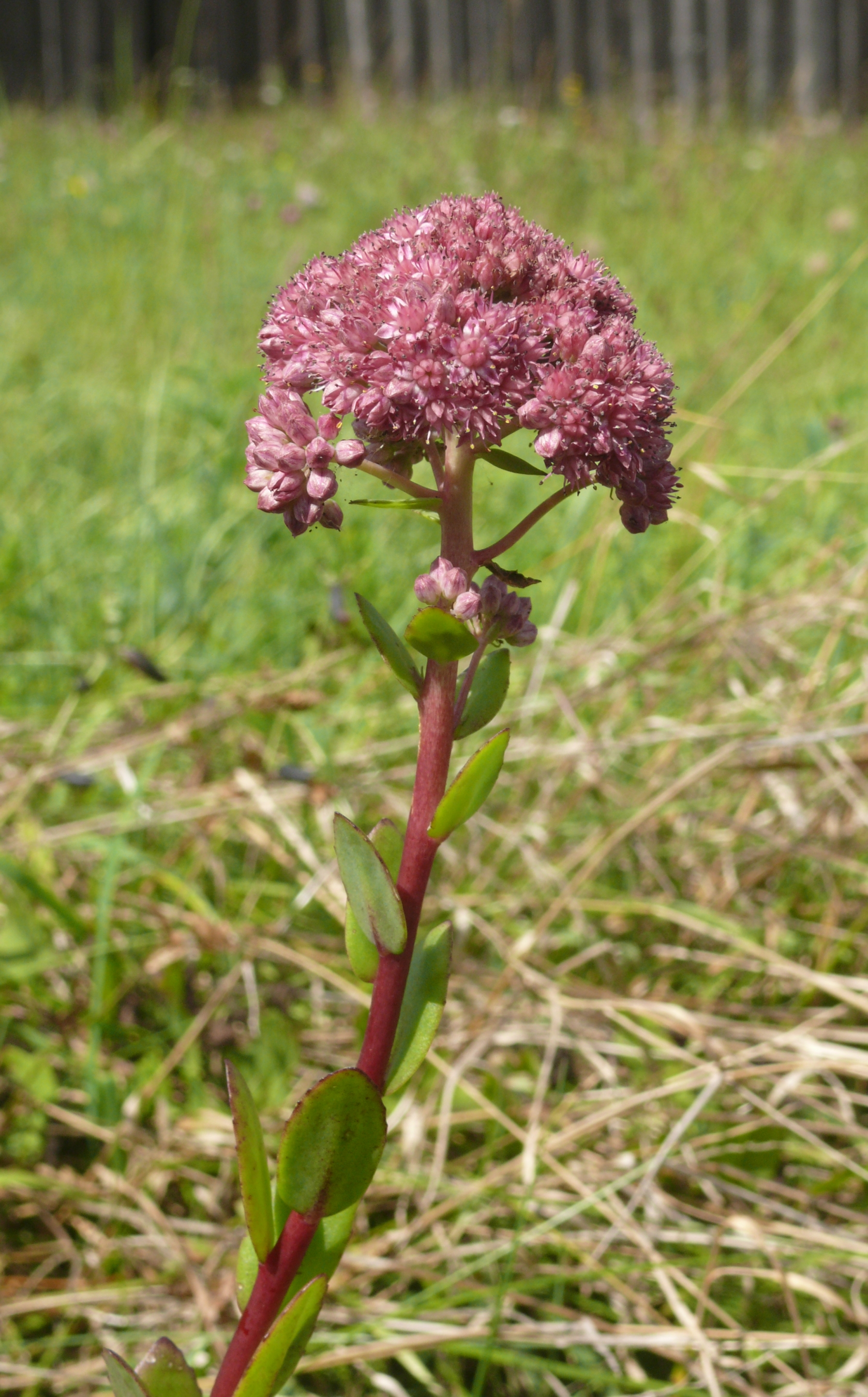
Subespècie telephium
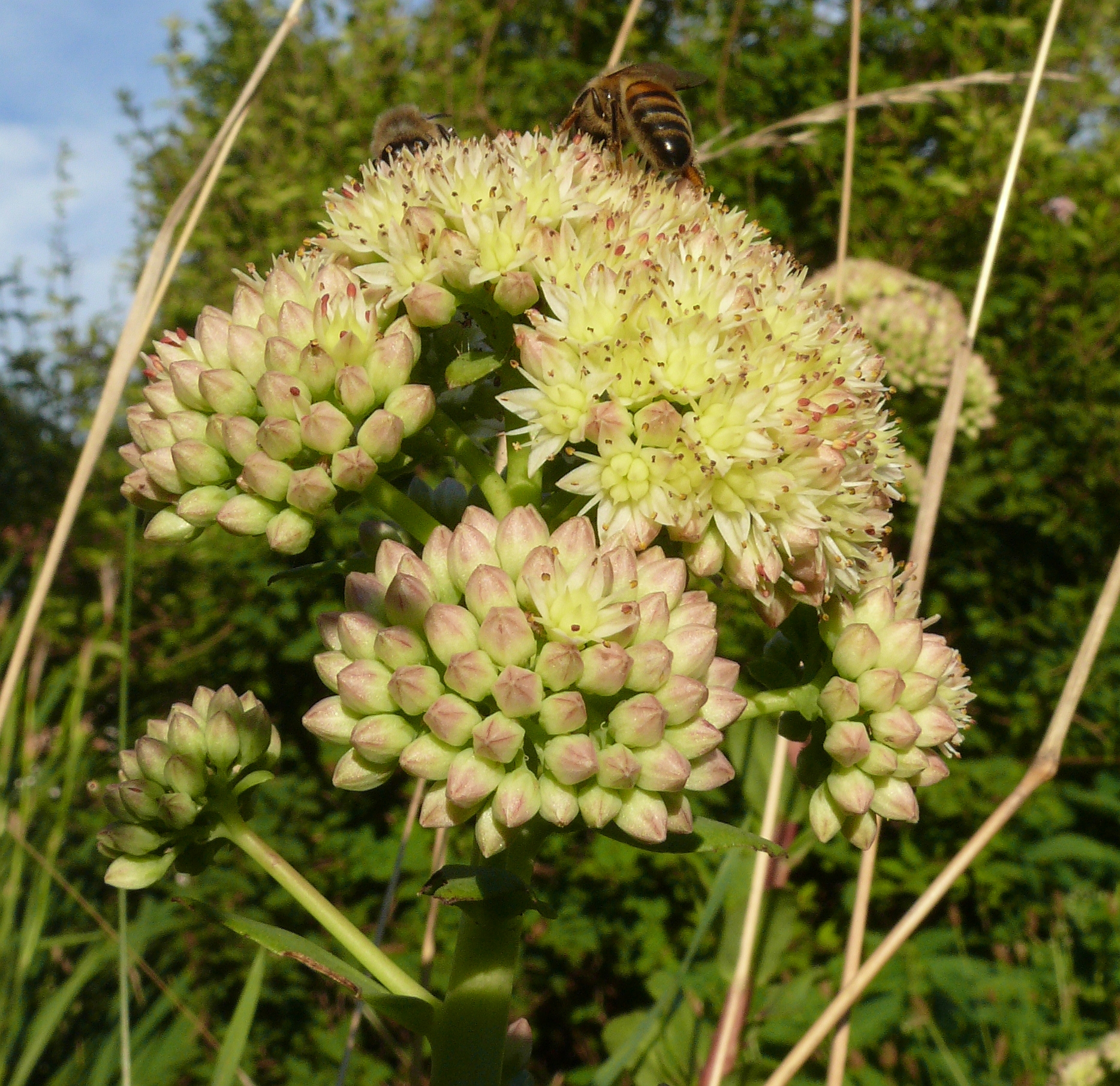
Subespècie maximum
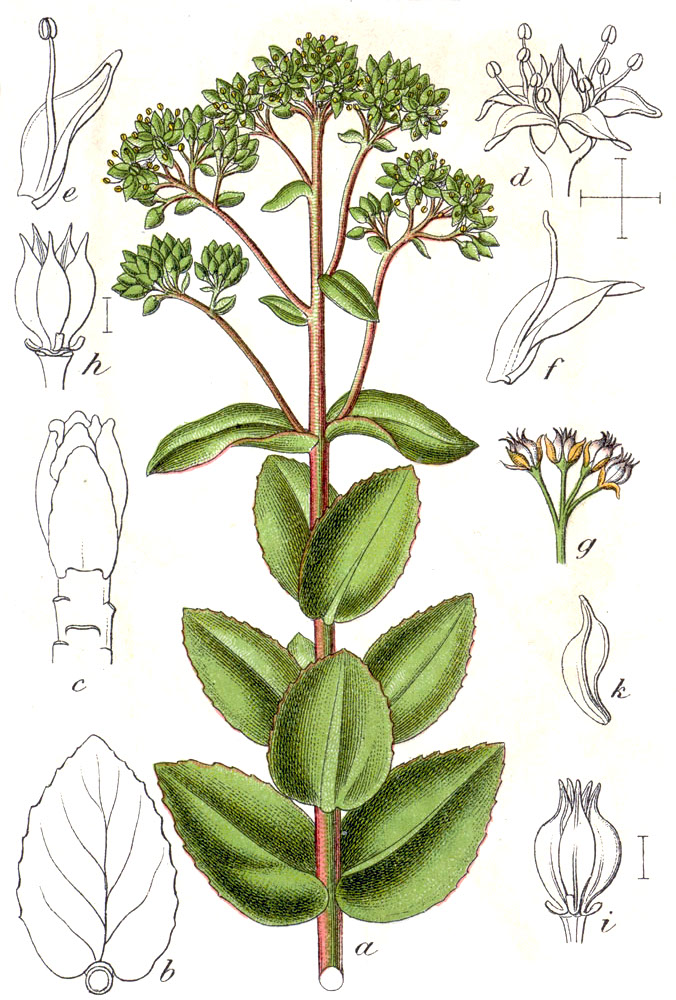
Subespècie maximum